# Di tích quốc gia của Singapore
Di tích quốc gia Singapore (Tiếng Anh: National monuments of Singapore) là những công trình xây dựng và kiến trúc mang giá trị lịch sử, truyền thống, khảo cổ, kiến trúc hoặc nghệ thuật đặc biệt, được lựa chọn bởi Hội đồng di sản quốc gia (National Heritage Board, viết tắt NHB).
NHB là một hội đồng pháp định của Chính phủ Singapore, thuộc quyền quản lý của Bộ Văn hóa, Cộng đồng và Thanh niên. NHB đã công bố 72 công trình xây dựng và kiến trúc là di tích quốc gia của nước này.

## Đạo luật Bảo tồn Di tích
Lưu trữ ngày 2 tháng 2 năm 2017 tại Wayback Machine

## Danh sách di tích quốc gia Singapore
| Tên di tích                                                                                                   | Công năng hiện tại         | Địa chỉ                    | Ngày công nhận                              |
| --- | -------------------------- | -------------------------- | ------------------------------------------- |
| Tòa Đô đốc Hải quân (cũ) (1939)                                                                               | Chính phủ                  | 345 Old Nelson Road        | 2 tháng 12 năm 2002                         |
| Nhà thờ Armenia (1835–1836)                                                                                   | Nhà thờ                    | 60 Hill Street             | 6 tháng 7 năm 1973                          |
| Văn phòng Tổng Chưởng lý (cũ)                                                                                 | Chính phủ                  | 3 High Street              | 14 tháng 2 năm 1992                         |
| Khối nhà Bowyer, Bệnh viện đa khoa Singapore (ngày 29 tháng 03 năm 1926)                                      | Viện bảo tàng              | 11 Third Hospital Avenue   | 11 tháng 11 năm 2009                        |
| Nhà Caldwell                                                                                                  | Phòng trưng bày nghệ thuật | 30 Victoria Street         | 26 tháng 10 năm 1990                        |
| Cao ốc Quốc Thái (1939)                                                                                       | Thương mại                 | 2 Handy Road               | 10 tháng 2 năm 2003                         |
| Nhà thờ chính tòa Mục tử Nhân lành (1843–1847)                                                                | Nhà thờ                    | A Queen Street             | 6 tháng 7 năm 1973                          |
| Cục Cứu hỏa Trung ương (1908)                                                                                 | Chính phủ                  | 62 Hill Street             | 18 tháng 12 năm 1998                        |
| Cổng vô (cũ), Tháp canh và Tường Nhà tù Changi (1936)                                                         | Nhà tù                     | Đầu đường Changi phía Bắc  | 15 tháng 2 năm 2016                         |
| Hội đường Do Thái giáo Chesed-El (1905)                                                                       | Hội đường Do Thái giáo     | 2 Oxley Rise               | 18 tháng 12 năm 1998                        |
| Nhà Đồng hồ Trường Hoa kiều Trung học (1925)                                                                  | Trường học                 | 673 Bukit Timah Road       | 19 tháng 3 năm 1999                         |
| Nhà thờ Đức Mẹ Lộ Đức (1888)                                                                                  | Nhà thờ                    | 50 Ophir Road              | 14 tháng 1 năm 2005                         |
| Nhà thờ Thánh Phêrô và Thánh Paulô (1869–1870)                                                                | Nhà thờ                    | 225A Queen Street          | 10 tháng 2 năm 2003                         |
| Nhà thờ Thánh Têrêsa (ngày 7 tháng 4 năm 1929)                                                                | Nhà thờ                    | 2 Bukit Purmei             | 11 tháng 11 năm 2009                        |
| Nhà thờ Giáng sinh của Đức Trinh nữ Maria (1901)                                                              | Nhà thờ                    | 1259 Upper Serangoon Road  | 10 tháng 2 năm 2003                         |
| Tòa đô chính (1926–1929)                                                                                      | Chính phủ                  | 3 Saint Andrew's Road      | 14 tháng 2 năm 1992                         |
| Nhà Học viện Y Dược (1926)                                                                                    | Chính phủ                  | 16 College Road            | 2 tháng 12 năm 2002                         |
| Nhà Chỉ huy (cũ) (1930s)                                                                                      | -                          | 17 Kheam Hock Road         | 11 tháng 11 năm 2009                        |
| Nhà nguyện Chúa hài đồng nay là Sảnh CHIJMES (1840–1841, chapel 1904)                                         | Sảnh đa dụng               | 30 Victoria Street         | 26 tháng 10 năm 1990                        |
| Empress Place Building nay là Bảo tàng Văn minh châu Á (1864–1920)                                            | Viện bảo tàng              | 1 Empress Place            | 14 tháng 2 năm 1992                         |
| Nhà máy xe Ford (cũ) (1941)                                                                                   | Viện bảo tàng              | 315 Upper Bukit Timah Road | 15 tháng 2 năm 2006                         |
| Nhà Fullerton (1928)                                                                                          | Khách sạn                  | 1 Fullerton Square         | 7 tháng 12 năm 2015                         |
| Khách sạn Goodwood Park (Khối nhà Tháp) (1900)                                                                | Khách sạn                  | 22 Scotts Road             | 23 tháng 3 năm 1989                         |
| Đồn cảnh sát (cũ), Đường Hill hiện nay là tòa nhà MICA (1845–1856)                                            | Chính phủ                  | 140 Hill Street            | 18 tháng 12 năm 1998                        |
| Phượng Sơn Tự (1908–1913)                                                                                     | Hội quán người Hoa         | 31 Mohamed Sultan Road     | 10 tháng 11 năm 1978                        |
| Dinh thự Trần Húc Niên (1885)                                                                                 | Đại học                    | 207 Clemenceau Avenue      | 29 tháng 11 năm 1974                        |
| Istana (1867–1869)                                                                                            | Chính phủ                  | Orchard Road               | 14 tháng 2 năm 1992                         |
| Istana Kampong Glam (1839-1843)                                                                               | Viện bảo tàng              | 85 Sultan Gate             | 6 tháng 8 năm 2015                          |
| Tòa thị chính Jurong (1971–1974)                                                                              | Tổ chức thương mại         | 9 Jurong Town Hall Road    | 2 tháng 6 năm 2015                          |
| Khánh Đức Hội (1847–1875)                                                                                     | Đạo quán                   | 150 Telok Ayer Street      | 11 tháng 11 năm 2009                        |
| Nhà MacDonald (1949)                                                                                          | Thương mại                 | 40A Orchard Road           | 10 tháng 2 năm 2003                         |
| Hội đường Do Thái giáo Maghain Aboth (1878)                                                                   | Hội đường Do Thái giáo     | 24 Waterloo Street         | 27 tháng 2 năm 1998                         |
| Masjid Abdul Gaffoor (1907)                                                                                   | Thánh đường Hồi giáo       | 41 Dunlop Street           | 13 tháng 7 năm 1979                         |
| Masjid Al-Abrar (1829)                                                                                        | Thánh đường Hồi giáo       | 192 Telok Ayer Street      | 29 tháng 11 năm 1974                        |
| Masjid Hajjah Fatimah (1846)                                                                                  | Thánh đường Hồi giáo       | 4001 Beach Road            | 6 tháng 7 năm 1973                          |
| Masjid Jamae (1830)                                                                                           | Thánh đường Hồi giáo       | 218 South Bridge Road      | 29 tháng 11 năm 1974                        |
| Masjid Sultan (1928)                                                                                          | Thánh đường Hồi giáo       | 3 Muscat Street            | 14 tháng 3 năm 1975                         |
| Tòa nhà Bộ Lao động (cũ) hiện nay là Tòa Gia đình và Trẻ vị thành niên thuộc Tòa án nhà nước Singapore (1928) | Chính phủ                  | 3 Havelock Square          | 27 tháng 2 năm 1998                         |
| Nagore Durgha (1893)                                                                                          | Lăng mộ                    | 140 Telok Ayer Street      | 29 tháng 11 năm 1974                        |
| Cổng vòm Đại học Nam Dương                                                                                    | Cổng vòm                   | Yunnan Crescent            | 18 tháng 12 năm 1998                        |
| Tòa nhà Hành chính và Thư viện Đại học Nam Dương hiện nay là Trung tâm Di sản người Hoa, Singapore            | Nghệ thuật                 | 22 Nanyang Drive           | 18 tháng 12 năm 1998                        |
| Đài tưởng niệm Đại học Nam Dương                                                                              | Đài tưởng niệm             | 42 Nanyang Avenue          | 18 tháng 12 năm 1998                        |
| Viện bảo tàng Quốc gia Singapore (1887)                                                                       | Nghệ thuật                 | 93 Stamford Road           | 14 tháng 2 năm 1992                         |
| Nghị viện (cũ), Singapore hiện nay là Nhà nghệ thuật (1827)                                                   | Nghệ thuật                 | 10 Empress Place           | 14 tháng 2 năm 1992, and 3 tháng 7 năm 1992 |
| Nhà thờ Trưỡng lão đường Prinsep (1931)                                                                       | Nhà thờ                    | 77 Prinsep Street          | 12 tháng 1 năm 2002                         |
| Cao đẳng Raffles (cũ) (ngày 22 tháng 7 năm 1929)                                                              | Đại học Quốc gia Singapore | 469 Bukit Timah Road       | 11 tháng 11 năm 2009                        |
| Khách sạn Raffles                                                                                             | Khách sạn (1887)           | 1 Beach Road               | 6 tháng 3 năm 1987, and 3 tháng 6 năm 1995  |
| Nhà thờ chính tòa Thánh Anrê, Singapore (1856–1861)                                                           | Nhà thờ                    | 11 Saint Andrew's Road     | 6 tháng 7 năm 1973                          |
| Nhà thờ Thánh George, Singapore (1910–1913)                                                                   | Nhà thờ                    | 10 Minden Road             | 10 tháng 11 năm 1978                        |
| Trạm điện Thánh Giacôbê (1926)                                                                                | Không gian đời sống đêm    | 3 Sentosa Gateway          | 11 tháng 11 năm 2009                        |
| Nhà thờ Thánh Giusê, Singapore (1906–1912)                                                                    | Nhà thờ                    | 143 Victoria Street        | 14 tháng 1 năm 2005                         |
| Học viện Thánh Giusê (cũ) hiện nay là Bảo tàng nghệ thuật Singapore (1867)                                    | Viện bảo tàng              | 71 Bras Basah Road         | 14 tháng 2 năm 1992                         |
| Song Lâm Tự (1902)                                                                                            | Chùa                       | 184 Jalan Toa Payoh        | 17 tháng 10 năm 1980                        |
| Đền Sri Mariamman (1827)                                                                                      | đền thờ Ấn Độ giáo         | 244 South Bridge Road      | 6 tháng 7 năm 1973                          |
| Đền Sri Srinivasa Perumal (1855)                                                                              | đền thờ Ấn Độ giáo         | 397 Serangoon Road         | 10 tháng 11 năm 1978                        |
| Sri Temasek (1869)                                                                                            | Chính phủ                  | Orchard Road               | 14 tháng 2 năm 1992                         |
| Tư dinh Tôn Dật Tiên hiện nay là Nhà tưởng niệm Tôn Dật Tiên ở Nam Dương (1880)                               | Nhà tưởng niệm             | 12 Tai Gin Road            | 28 tháng 10 năm 1994                        |
| Tối cao Pháp viện (cũ) (1937–1939)                                                                            | Chính phủ                  | 1 Saint Andrew's Road      | 14 tháng 2 năm 1992                         |
| Nhà thờ họ Trần (1876–1878)                                                                                   | Nhà thờ họ                 | 15 Magazine Road           | 29 tháng 11 năm 1974                        |
| Tòa nhà Trần Đức Nguyên (1911)                                                                                | Chính phủ                  | 16 College Road            | 2 tháng 12 năm 2002                         |
| Trường Đạo Nam (cũ) hiện nay là Bảo tàng người Hoa Eo biển (1906)                                             | Viện bảo tàng              | 39 Armenian Street         | 27 tháng 2 năm 1998                         |
| Nhà thờ Giám lý người Hoa Telok Ayer (1924)                                                                   | Nhà thờ                    | 235 Telok Ayer Street      | 23 tháng 3 năm 1989                         |
| Chợ Telok Ayer (cũ) hiện nay là Lau Pa Sat (1894)                                                             | Khu ẩm thực                | 18 Raffles Quay            | 6 tháng 7 năm 1973                          |
| Thiên Phúc Cung (1839–1842)                                                                                   | Miếu                       | 158 Telok Ayer Street      | 6 tháng 7 năm 1973                          |
| Đồng Tế y viện (cũ) (1892)                                                                                    | Thương mại                 | 50 Eu Tong Sen Street      | 6 tháng 7 năm 1973                          |
| Đẩu Mẫu Cung (1881)                                                                                           | Đạo quán                   | 779A Upper Serangoon Road  | 14 tháng 1 năm 2005                         |
| Nhà hát kịch và hòa nhạc Victoria (1862)                                                                      | Nghệ thuật                 | 9 Empress Place            | 14 tháng 2 năm 1992                         |
| Ứng Hòa hội quán (1881–1882)                                                                                  | Hội quán người Hoa         | 98 Telok Ayer Street       | 18 tháng 12 năm 1998                        |
| Nhà Hội nghị Singapore (Oct 1965)                                                                             | Chính phủ                  | 7 Shenton Way              | 27 tháng 12 năm 2010                        |
| Quần thể Khu tưởng niệm Lâm Mưu Thịnh, Đài phun nước Trần Kim Thanh và Bia tưởng niệm Chiến sĩ trận vong      | Đài tưởng niệm             | Connaught Dr               | 27 tháng 12 năm 2010                        |
| Việt Hải Thanh miếu (1895)                                                                                    | Miếu, Đạo quán             | 30B Philip Street          | 28 tháng 6 năm 1996                         |
| Cầu Cavenagh (1870)                                                                                           | Cầu                        |                            | 20 tháng 12 năm 2008                        |
| Nhà xe lửa Tanjong Pagar (cũ) (1932)                                                                          | -                          | 30 Keppel Road             | 9 tháng 4 năm 2011                          |
| Đài tưởng niệm thường dân bị sát hại trong giai đoạn Singapore bị Nhật Bản chiếm đóng (1967)                  | Đài tưởng niệm chiến tranh |                            | 16 tháng 8 năm 2013                         |
| Trung Chính trung học (Tổng hiệu) (1965)                                                                      | Trường học                 | 50 Goodman Road            | 15 tháng 7 năm 2014                         |
| Đền thờ Sri Thendayuthapani (1859)                                                                            | Đền thờ Ấn Độ giáo         | 15 Tank Road               | 20 tháng 10 năm 2014                        |